# Christian von Ehrenfels
Christian von Ehrenfels, född 2 juni 1859 i Rodaun utanför Wien, död 8 september 1932 i Lichtenau im Waldviertel, var en österrikisk friherre och filosof. Han är känd som en av grundarna till gestaltpsykologin.
Ehrenfels studerade filosofi vid Wiens universitet och Graz universitet. 1888 blev han privatdocent i Wien och 1896–1929 var han professor i filosofi vid Karlsuniversitetet i Prag. Som lärjunge till Alexius Meinong under dennes tidigare skede undersökte han bland annat gestaltkvaliteternas fenomen. Han uppställde även sitt eget utifrån en avvikande viljepsykologi men med Meinongs närbesläktade System der Werttheorie (2 band, 1897–1898). Senare behandlade han sexualiteten i ett flertal etiska undersökningar.